# L'ottavo giorno della settimana
L'ottavo giorno della settimana è il secondo album da solista di Maxi B, pubblicato il 17 gennaio 2012 su etichetta discografica Tempi Duri Records e distribuzione nazionale Universal Music.

## Tracce
1. MB – 1:07
2. Credo – 2:44
3. L'ottavo giorno della settimana – 4:06
4. Se governassi – 4:01
5. Contro vento – 4:00
6. Odio 'sti sfigati – 2:55
7. Toro seduto (feat. Danti) – 5:41
8. Dammi il tuo numero – 3:06
9. Paura rum e fango (feat. Daniele Vit) – 4:06
10. Troppo bello (feat. Fabri Fibra) – 3:24
11. Niente di buono – 4:12
12. Mia (feat. Maqs Rossi) – 3:34
13. Veramente falso (feat. Michel e Naghi) – 4:11
14. Il testamento – 5:22
15. Troppo bello (feat. Fabri Fibra) (Remix) – 3:39
16. L'ottavo giorno della settimana (Remix) – 3:25